# كاثلين كليفر
كاثلين كليفر (بالإنجليزية: Kathleen Neal Cleaver)‏ هي بروفيسورة ومحامية أمريكية، ولدت في 13 مايو 1945 في ممفيس في الولايات المتحدة.

## وصلات خارجية
- كاثلين كليفر على موقع IMDb (الإنجليزية)
- كاثلين كليفر على موقع ألو سيني (الفرنسية)
- كاثلين كليفر على موقع أول موفي (الإنجليزية)
- كاثلين كليفر على موقع قاعدة بيانات الأفلام السويدية (السويدية)
- كاثلين كليفر على موقع ديسكوغز (الإنجليزية)
- كاثلين كليفر على موقع قاعدة بيانات الفيلم (الإنجليزية)
- كاثلين كليفر على موقع كينوبويسك (الروسية)